# Цегельський Роман Михайлович

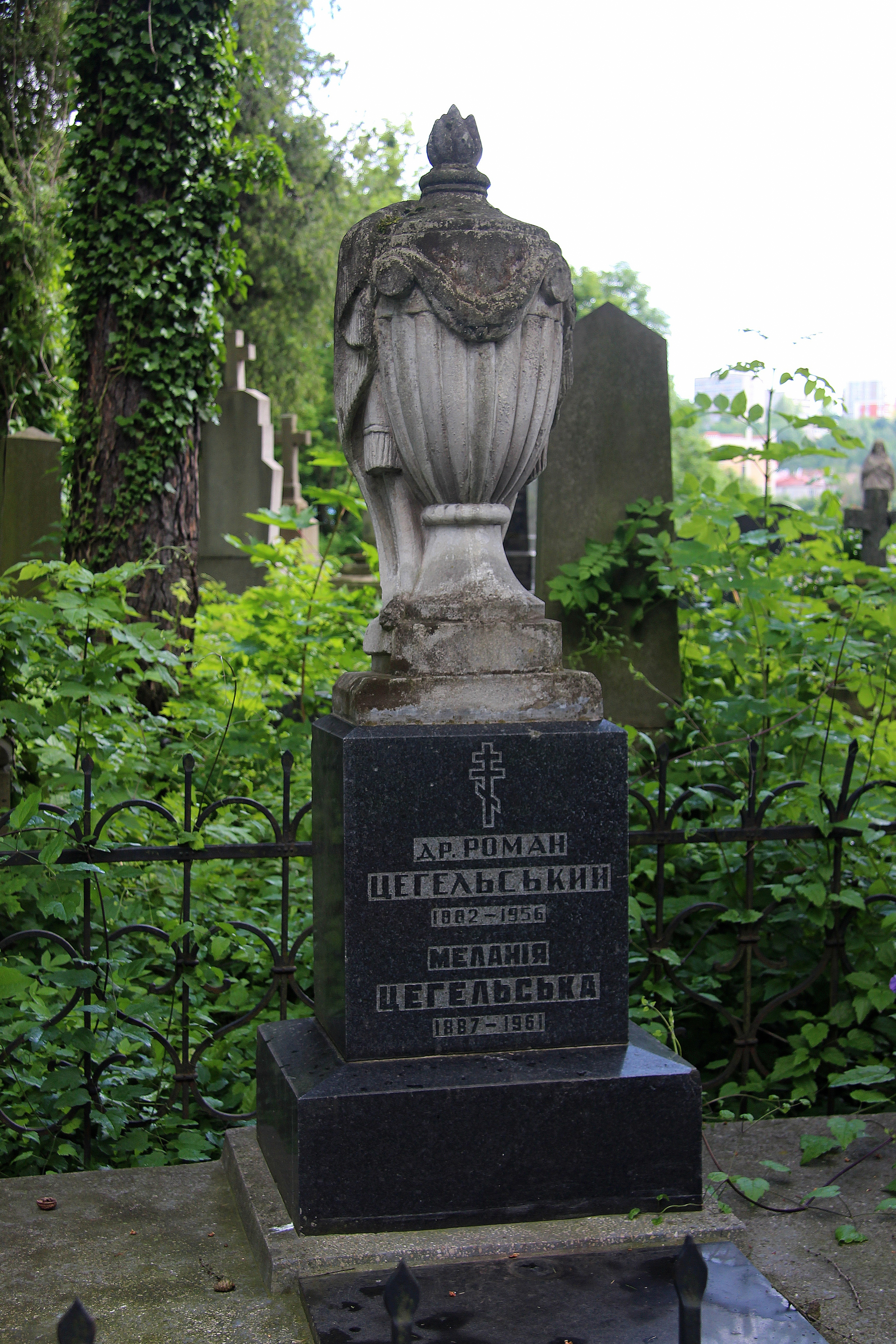
Могила Романа Цегельського на 71 полі Личаківського цвинтаря

Роман Михайлович Цегельський (12 липня 1882, м. Кам'янка-Струмилова — 3 жовтня 1956, м. Львів) — український фізик, професор, доктор філософії (1911), педагог і громадський діяч, доцент Львівського педагогічного інституту (1940), один з організаторів Українського таємного університету у Львові (1919–1925), дійсний член НТШ (1914), автор наукових праць із фізики магнетизму, релятивістської динаміки Ейнштейна, фізики атома; родом з Кам'янки-Струмилової. Син отця Михаїла Цегельського, батько Євгена і Михайла Цегельських, брат Лонгина Цегельського — міністра уряду ЗУНР.

## Життєпис
Навчався в Українській академічній гімназії у Львові, яку закінчив з відзнакою. Це дало йому змогу у 1900 році без проблем вступити до Львівського університету на математично-природниче відділення філософського факультету. Після того, як було вбито двох українських студентів, багато студентів-українців на знак протесту покинули Львівський університет і перевелися в інші європейські вузи, де їх радо приймали. Перевівся після двох курсів спочатку до Праги, а згодом - до Чернівців, де слухав курси фізики, математики, хімії, педагогіки. Чернівецький університет закінчив у 1904 році, одержавши диплом з відзнакою. Після закінчення університету працював учителем фізики в українській гімназії в Тернополі. Згодом повернувся до Чернівців, де працював у вчительській семінарії, маючи можливість частково працювати у Чернівецькому університеті і займатись науковою діяльністю. У 1911 році Чернівецький університет присвоїв йому звання доктора філософії.
18 березня 1914 року Наукове товариство імені Т. Шевченка обрало його своїм дійсним членом, де він плідно працював, у тому числі 16 років дійсним членом управління та понад 12 років секретарем. Під час Першої світової війни Роман Цегельський емігрував з родиною до Відня, де читав лекції в третій державній семінарії, що евакуювалась зі Львова.
Після війни у 1918 році повернувся до Чернівців, де був делегатом Національної Ради, яка проголосила злуку Буковини з Галичиною у Західно-Українській Народній Республіці. Після того, як румуни окупували Чернівці, на основі договору ЗУНР з румунським урядом про обмін 150 родин, Цегельські повернулися до Львова. Міністерство освіти ЗУНР скеровує його до Тернополя, де він працював директором реальної школи. Коли поляки зайняли Галичину, він остаточно повертається до Львова, де бере активну участь в організації Українського «таємного університету», в якому завідує кафедрою та читає курс експериментальної фізики (1919–1925).
До початку Другої світової війни працює в різних педагогічних закладах. Паралельно працює у математично-природописно-лікарській секції НТШ, цікавиться проблемами експериментальної фізики, теорії відносності та впорядкування наукової термінології. Свої праці друкує у «Віснику НТШ» та в інших журналах. Це, зокрема, оглядові статті «Іван Пулюй як науковий дослідник». Більшість його науково-популярних праць (близько 25) опубліковано у «Літературно-науковому віснику», що виходив у Львові. Він також був автором трьох шкільних підручників. Доктор Роман Цегельський брав участь у наукових з'їздах і конференціях від імені НТШ. З розпуском НТШ у 1939 році відбулися зміни у творчому житті Романа Цегельського, наукових праць майже не пише, він зосереджується головно на педагогічній роботі. З січня 1940 року його, як доктора філософії та дійсного члена НТШ, запрошують на посаду професора та керівника кафедри фізики і математики у Львівський педагогічний інститут та за сумісництвом в. о. професора фізики у Львівський університет імені Івана Франка. Під час німецької окупації працював викладачем фізики та математики в учительській семінарії. Після війни його поновлюють на роботі у Педагогічному інституті та в університеті, де він читає загальний курс фізики на фізико-математичному та біологічному факультетах та історію фізики і методику викладання фізики на старших курсах.
7 лютого 1953 року родину Цегельських вивезли до Казахстану (Темиртау, де будувався металургійний комбінат. Через брак педагогічних кадрів йому пощастило працювати вчителем фізики і математики. У час так званої «хрущовської відлиги», у липні 1954 року, його реабілітували і він повертається на посаду доцента та завідувача кафедри фізики у Педагогічному інституті. Однак, невдовзі (3 жовтня 1956 року) вчений помирає внаслідок трагічного випадку. Похований на Личаківському цвинтарі, поле № 71.
Автор праць з фізики, шкільних підручників з математики і хімії, популярно-наукових статей. Розробник української хімічної термінології («Про українську хемічну термінологію» (1928)).